# Cyców (gemeente)
De gemeente Cyców is een landgemeente in het Poolse woiwodschap Lublin, in powiat Łęczyński.
De zetel van de gemeente is in Cyców.
Op 30 juni 2004 telde de gemeente 7496 inwoners.

## Oppervlakte gegevens
In 2002 bedroeg de totale oppervlakte van gemeente Cyców 147,87 km², waarvan:
- agrarisch gebied: 80%
- bossen: 8%

De gemeente beslaat 23,33% van de totale oppervlakte van de powiat.

## Demografie
Stand op 30 juni 2004:
| Omschrijving                   | Totaal | Totaal | Vrouwen | Vrouwen | Mannen | Mannen |
| ------------------------------ | ------ | ------ | ------- | ------- | ------ | ------ |
| eenheid                        | aantal | %      | aantal  | %       | aantal | %      |
| inwoners                       | 7496   | 100    | 3845    | 51,3    | 3651   | 48,7   |
| bevolkingsdichtheid (inw./km²) | 50,7   | 50,7   | 26      | 26      | 24,7   | 24,7   |

In 2002 bedroeg het gemiddelde inkomen per inwoner 1277,78 zł.

## Plaatsen
Adamów, Barki, Bekiesza, Biesiadki, Cyców, Cyców-Kolonia Druga, Cyców-Kolonia Pierwsza, Garbatówka, Garbatówka-Kolonia, Głębokie, Janowica, Kopina, Ludwinów, Malinówka, Małków, Nowy Stręczyn, Ostrówek Podyski, Podgłębokie, Stary Stręczyn, Stawek, Stawek-Kolonia, Sewerynów, Stefanów, Szczupak, Świerszczów, Świerszczów-Kolonia, Wólka Cycowska, Wólka Nadrybska, Zagórze, Zaróbka, Zosin.

## Aangrenzende gemeenten
Ludwin, Puchaczów, Siedliszcze, Urszulin, Wierzbica